# بلانيت ماث
بلانيت ماث (بالإنجليزية: PlanetMath)‏ هي موسوعة رياضتيه تعاونية مجانية على شبكة الإنترنت. تؤكد قيمها على الانفتاح ومزامنة المعلومات وترابطها، ويتكون مجتمع بلانيت ماث من حوالي 24000 ذوي اهتمامات مختلفة في شتى مجالات الرياضيات. بنيّة أن يكون شاملاً، يقع المشروع تحت رعاية جامعة واترلو. الموقع مملوك بواسطة الشركة الأمريكية اللاربحية "PlanetMath.org, Ltd".
بدأ العمل على بلانيت ماث حين تم إغلاق الموسوعة المجانية ماث ورلد مؤقتاً جراء قضية حقوق فكرية.

## روابط خارجية
- الموقع الرسمي